# Livry-Gargan
Livry-Gargan (anteriormente Livry-en-Aulnoye) é uma comuna localizada no departamento de Seine-Saint-Denis, na região da Ilha de França, a cerca de doze quilómetros a nordeste de Paris. No último censo de população de 2014, a comuna tinha 43 798 habitantes. Seus habitantes são chamados Livryens.
Lugar de residência da Madame de Sévigné a abadia de Livry durante o século XVII, a cidade tem conhecido desde 1875 uma forte urbanização residencial e assim se tornou uma cidade predominantemente residencial.

## Geografia

### Descrição
Livry-Gargan se estende sobre 738 hectares, estando a cerca de cinco quilômetros do sudoeste ao nordeste (de Les Pavillons-sous-Bois a Vaujours) sobre 2.8 quilômetros do noroeste ao sudeste (de Aulnay-sous-Bois a Clichy-sous-Bois). A comuna é construída sobre o flanco setentrional da colina de gipsita portando a floresta de Bondy e estende-se do norte para a parte meridional da plaine de França, hoje em grande parte urbanizada.
A comuna é limítrofe de :
- ao norte : Sevran ;
- ao noroeste : Aulnay-sous-Bois ;
- a oeste : Les Pavillons-sous-Bois ;

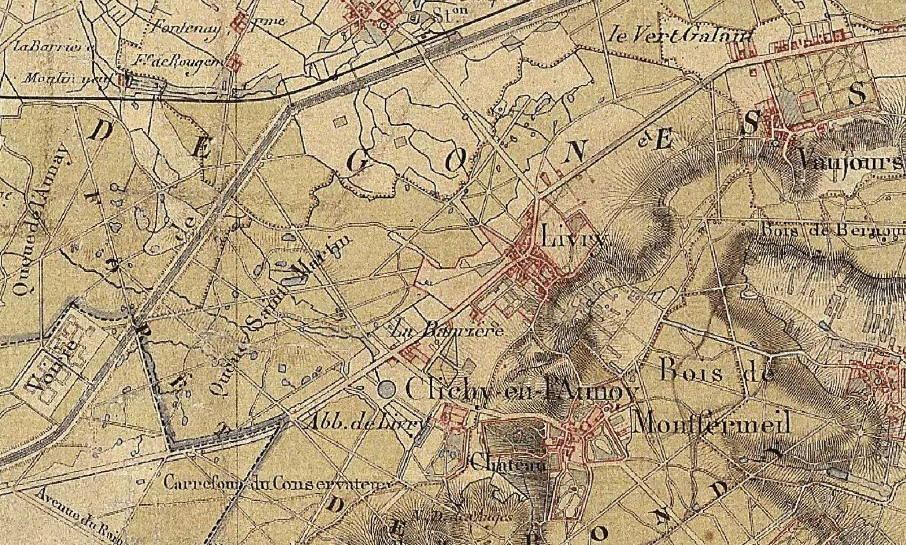
Livry por volta de 1870 - mapa da França conhecido como de estado maior.

- ao sudoeste : Le Raincy ;
- ao sul : Clichy-sous-Bois ;
- a leste : Coubron e Vaujours.

### Transportes

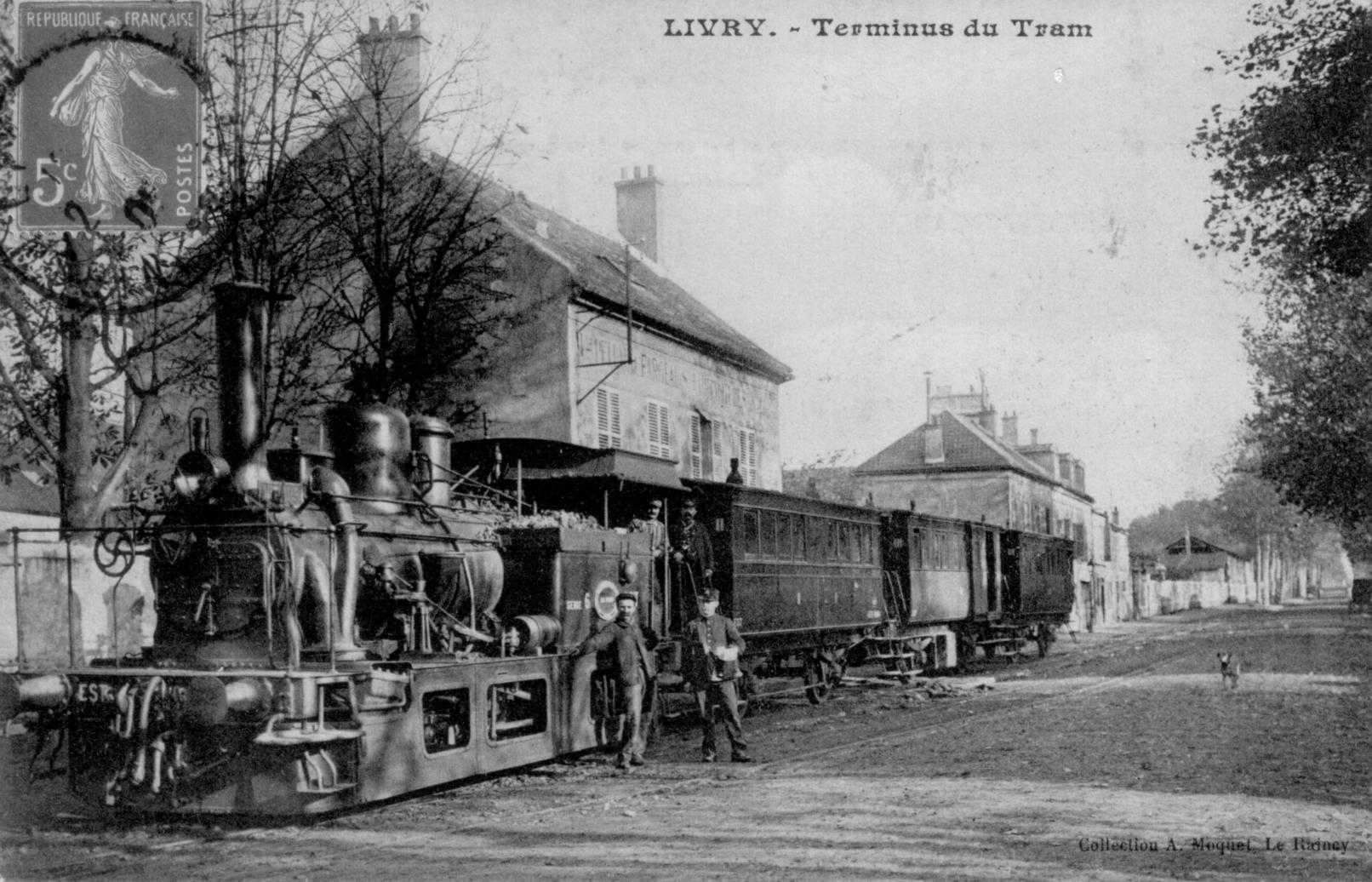
O terminal do tramway em Livry, no início do século XX.

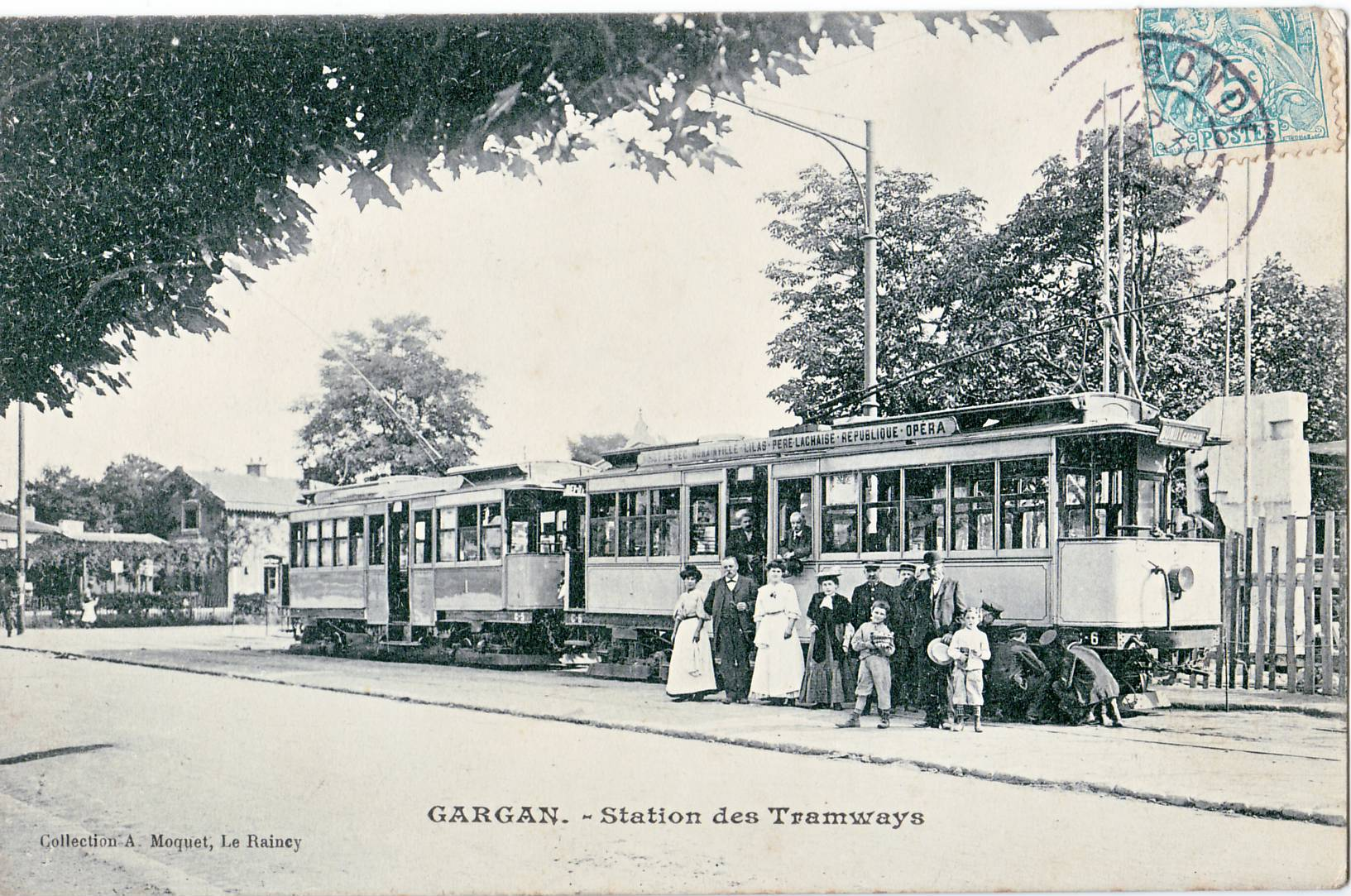
Trem dos tramways elétricos no terminal de Gargan (Chemins de fer nogentais).

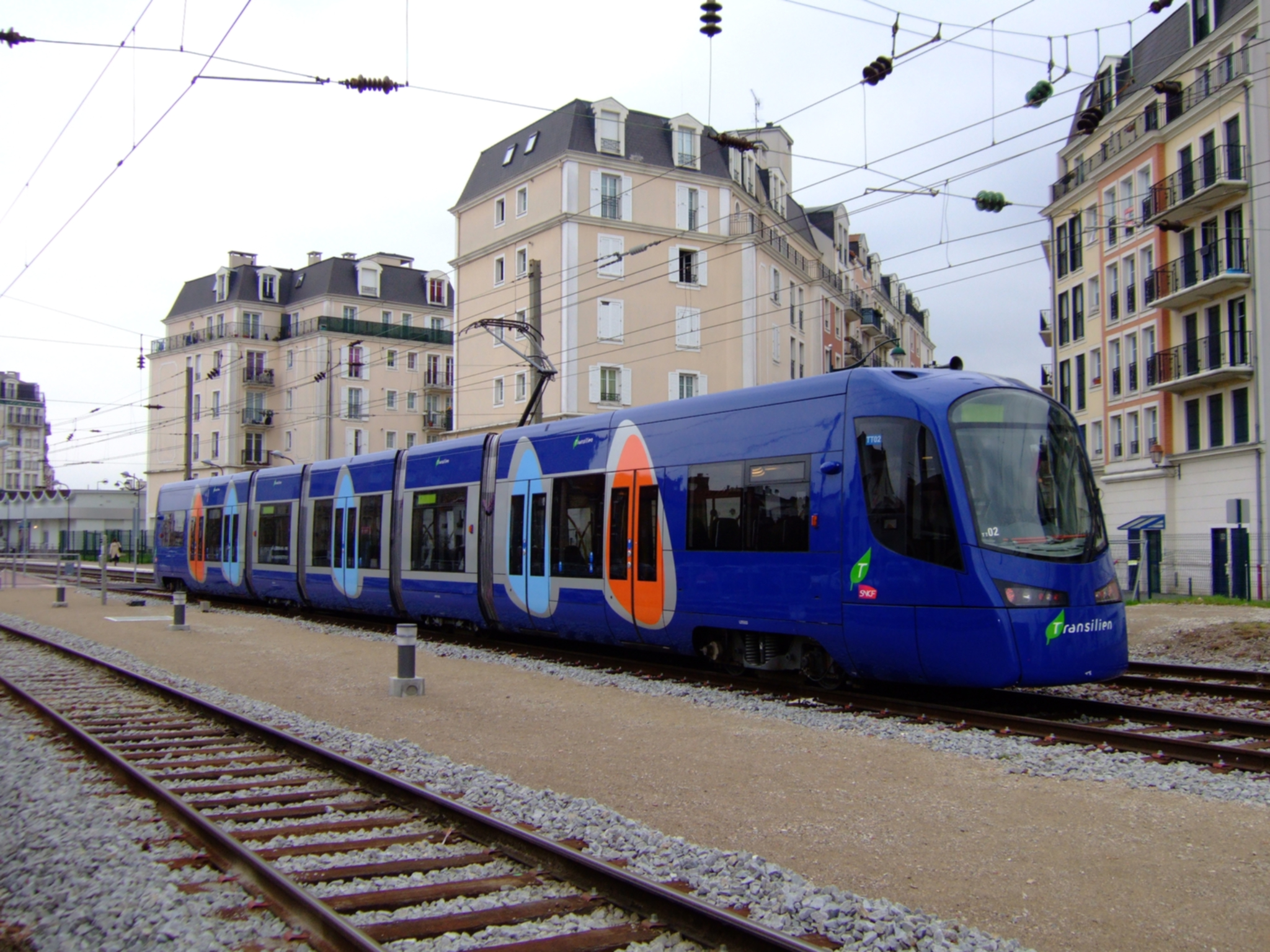
O T4 na estação de Gargan.

Livry-Gargan é servida pela linha B do RER na estação de Sevran-Livry (ramal B5 terminal Mitry - Claye), localizado no território da comuna vizinha de Sevran.
A cidade é também servida desde 1875 pela linha do chamada des Coquetiers, tornada em novembro de 2006, depois de trinta e cinco meses de encerramento e de trabalhos de adaptação, a linha T4. É também a primeira linha de trem-tram inteiramente francesa. Três estações desta linha servem a comuna :
- Gargan;
- Lycée Henri-Sellier;
- L’Abbaye.

Uma ramificação do T4 para o planalto de Clichy-Montfermeil é projetada, ele iria emprestar uma parte do sistema viário comunal no bairro de Gargan bem como a Route nationale 3. Mas este percurso suscitou a oposição do prefeito de Livry-Gargan, parece que preocupado em não contrariar os moradores locais ferozmente contrários a esta extensão nas proximidades dos próximas eleições municipais.
A comuna já aderiu à "Association des maires pour la défense de la ligne du RER B et la promotion du transport public" ("Associação dos prefeitos para a defesa da linha do RER B e a promoção do transporte público"), uma proposta feita por Alain Calmat. Esta associação, que inclui quinze comunas, afirma ter 500 milhões de euros para a renovação da linha B do RER, linha na qual deverá passar o CDG Express a partir de 2012.

## Toponímia
Livry-Gargan leva o seu nome de Livriacum, villa galo-romana de um certo Liberius.
O nome de Gargan, patrônimo do primeiro industrial da cidade, foi acolado em 1912 pois designa os novos bairros criados a partir de sua propriedade.

## História

### As origens
Nenhum antigo foi descoberto na área de Livry. Portanto, é difícil saber se o território foi ocupado antes da conquista da Gália.
Mas a origem da cidade é certa : ela remonta à clareira da Floresta de Bondy.
A aldeia teria se desenvolvido ao longo de uma estrada velha, construída pelos Gauleses e estabelecidas pelos Romanos, que cruzava Livry : a atual Route nationale 3. Essa estrada passava em frente a uma clareira na Floresta de Bondy, onde a fazenda foi instalada : a villa galo-romana de Liberius.
O historiador Camille Jullian, do Collège de France, fez uma pesquisa sobre as villas romanas da floresta e, em particular, esta villa e seu vasto domínio galo-romano chamado *Liberiacum, do nome de seu proprietário Liberius, seguido pelo sufixo de origem gaulesa -acum que marca a propriedade.
Como tantas outras, a área foi saqueada durante as invasões bárbaras do século V, e é só no final do século XI que encontra-se vestígios de Livriacus e que o nome é atestada sob este latinização medieval. É neste preciso momento, que começa a história conhecida de Livry.

### A Idade Média

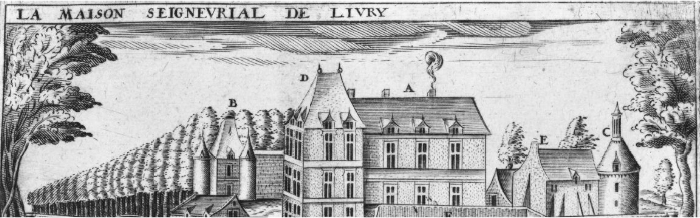
A casa senhorial de Livry (gravura de 1648).

No final do século XI, uma comunidade religiosa é mencionada: igreja Notre-Dame-du Breuil, ou Notre-Dame des Brûlis. A palavra "Brûlis", significando "madeiras incendiadas", indica que o desmatamento de floresta de Bondy já se efetuava a favor de uma agricultura extensiva.
A abadia de Livry, fundada em 1186, foi destruída na Revolução.

### Do século XV à Revolução francesa

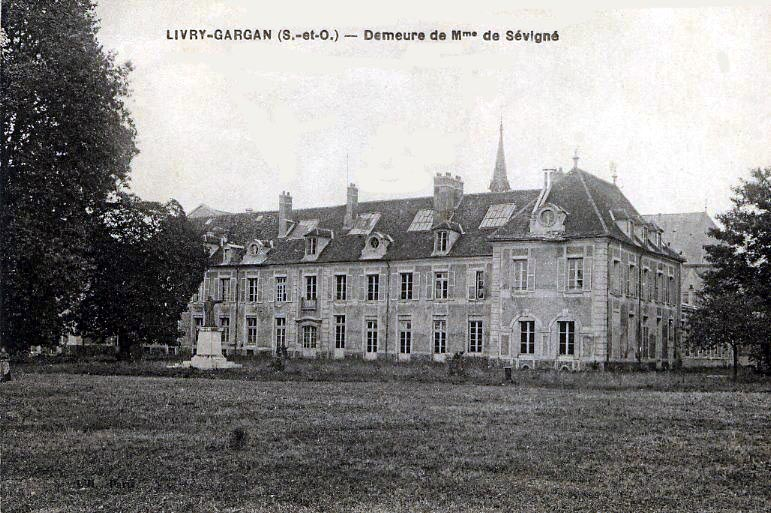
Abadia de Livry por volta de 1900.

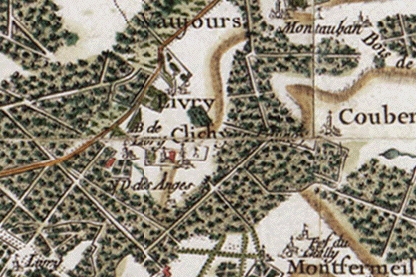
Livry cerca de 1780 (carta de Cassini).

De 1624 a 1686, Christophe de Coulanges foi titular da abadia. Ele era o tio e tutor de Marie de Rabutin-Chantal, tornada em 1644, marquesa de Sévigné. Madame de Sévigné, passou a sua juventude na abadia e muitas vezes voltou após a morte de seu marido. Ela escreveu muitas cartas (Letras da Marquesa de Sévigné), das quais ela tinha inesgotável louvor sobre Livry . É verdade que esta pequena aldeia, ainda conhecida como Livry em Aulnoye, localizada na estrada velha da Alemanha, no coração da antiga Floresta de Bondy e do Pays d’Aulnoye, devia ser bem simpática no século XVII. Sua situação elevada, ofereceu aos visitantes alguns belos panoramas.

### Da Revolução francesa à Primeira Guerra Mundial

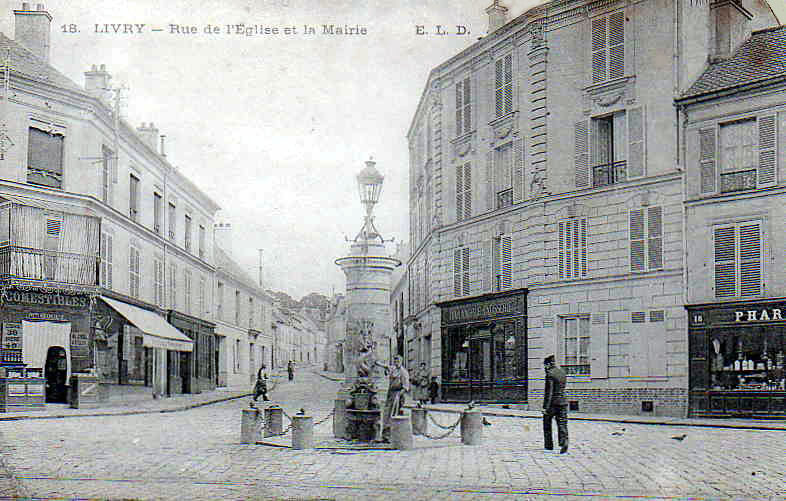
Livry - rua da igreja e a prefeitura, cerca de 1900.

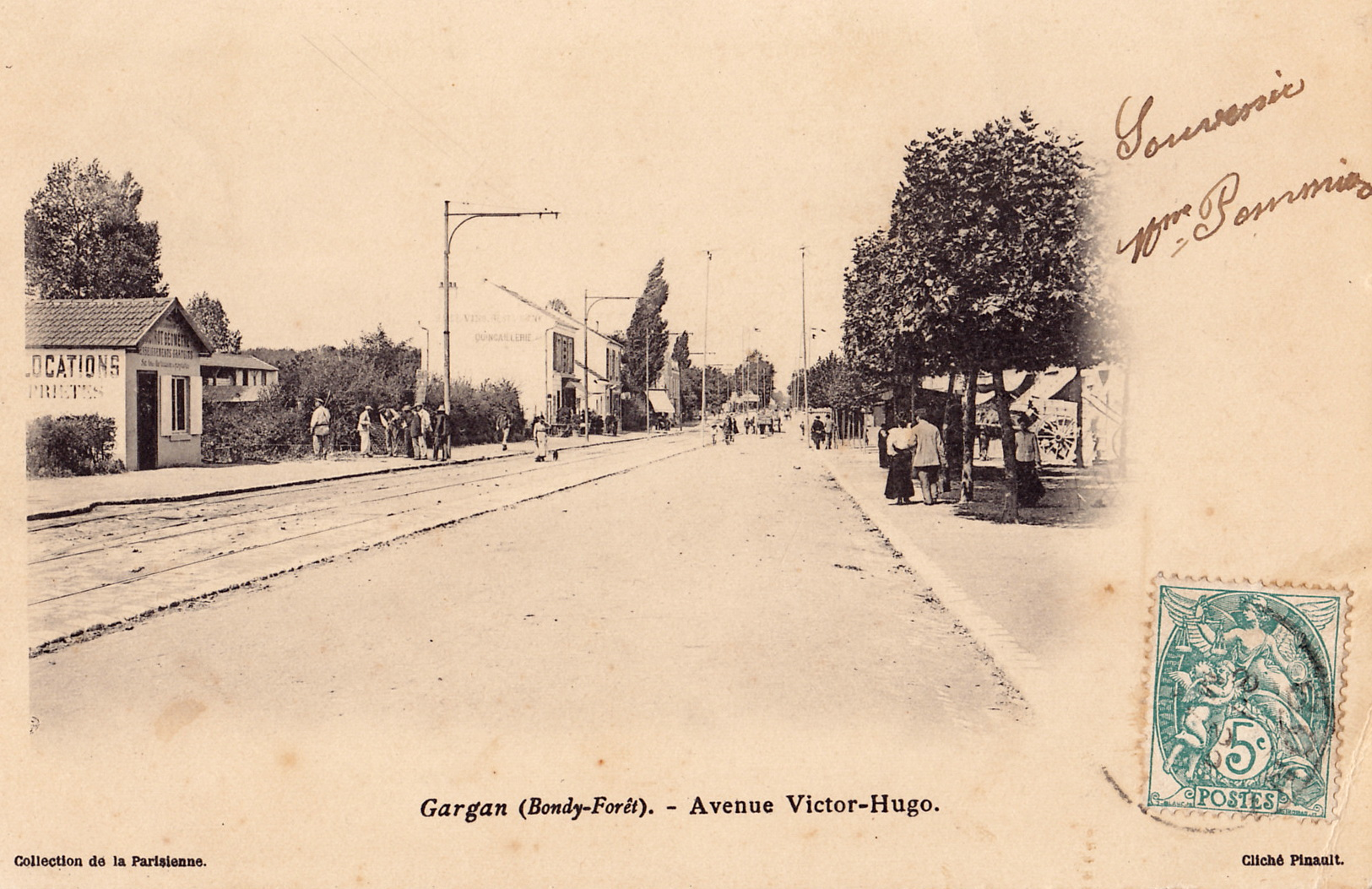
A avenue Victor Hugo, c.1904.
Os trilhos são aqueles da Compagnie des tramways de l'Est parisien.

Em 1800, a vida política de Livry mudou radicalmente. No 28 do pluvioso do ano VIII (17 de fevereiro de 1800), a lei dividiu o departamento em arrondissements, criando o distrito de Pontoise. O cantão de Livry foi parte mais suas comum (Livry, Tremblay, Villepinte, Sevran, Vaujours, Clichy-sous-Bois, Coubron, Montfermeil, Gagny, Neuilly-sur-Marne, Gournay, Noisy-le-Grand) foram reunidas no cantão de Gonesse.
Em 3 de setembro de 1914, 250 homens da reserva pertencentes ao 10o regimento de hussardos, passaram por Livry-Gargan e se dirigiram para Aulnay. Na noite de 7 a 8 de setembro, os Livryens foram despertados por 500 táxis parisienses, os famosos "táxis do Marne"  que, partidos de Gagny, transportaram cerca de 500 combatentes até Nanteuil-le-Haudouin. No dia 13 de setembro, os Alemães recuaram.

### Da Primeira Guerra Mundial aos nossos dias
Durante a Segunda Guerra Mundial, durante o verão de 1940, alguns Livryens resolutos, incluindo Camille Nicolas, decidiram resistir aos ocupantes alemães. Eles criaram a rede M-4.
Em 1942, as redes de resistência foram bem organizadas, até dezembro de 1943, quando alguns combatentes da resistências foram presos pela Gestapo. Muitos oficiais comunistas foram mortos incluindo Lucien Michard no Mont-Valerien em 1942,, antigo presidente do grupo comunista de antes da guerra e Eugène Massé secretário da seção do PCF.
Em julho de 1944, Maurice Carité, antigo redator do L’Aube e líder da resistência de Livry, organizou várias reuniões do C. N. R. (Conselho nacional da Resistência, presidido por Jean Moulin, até 1943) em Livry, no escritório da Casa de Família (esquina com o boulevard Jean-Jaurès e a avenue Vauban). Os resistentes da Compagnie Robespierre levaram para muito tarde, em junho de 1944, as ações de sabotagem em Sevran e Livry-Gargan, em particular. Esses jovens franco-atiradores e partidários (FTP) comandados por Luís Hême, líder da resistência local, levaram ao resultado dessas ações de luta armada contra as tropas alemãs, o que facilitou a chegada dos primeiros Americanos. Os combates de libertação dos 27, 28 e 29 de agosto de 1944, fizeram múltiplas vítimas ; eles foram detidos no local do atual hipermercado Cora na saída Leste da cidade. Livry-Gargan foi libertada pelos Americanos em 27 de agosto de 1944.

## Geminação
- Almuñécar (Espanha), localizado na Província de Granada, geminadas desde 1981.
- Cerveteri (Itália), localizado na província de Roma, geminação desde 1969.
- Fürstenfeldbruck (Alemanha), localizado no estado da Baviera, geminadas desde 1967.
- Haringey (Reino Unido), situado no subúrbio norte de Londres, geminada desde 1977.

## Cultura local e patrimônio

### Lugares e monumentos
O Castelo na floresta

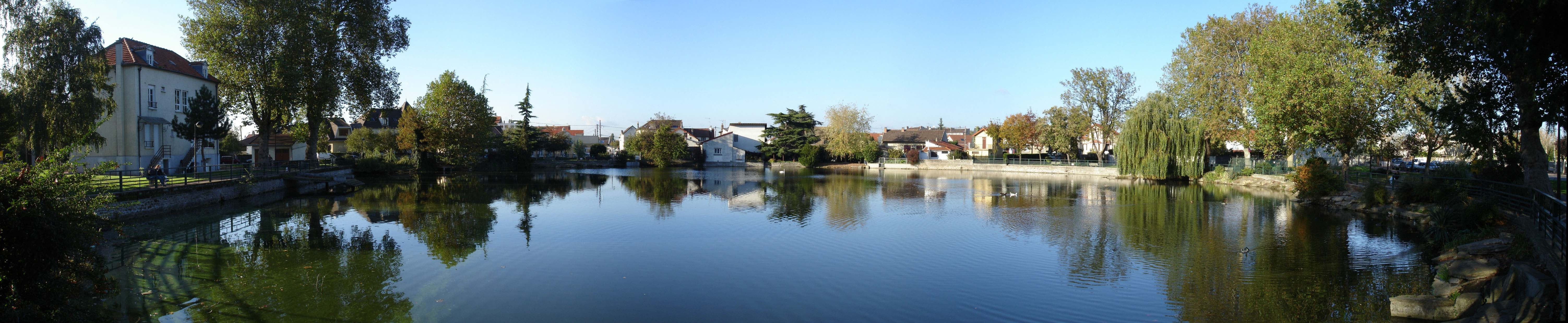
O lac de Sévigné em Livry-Gargan.

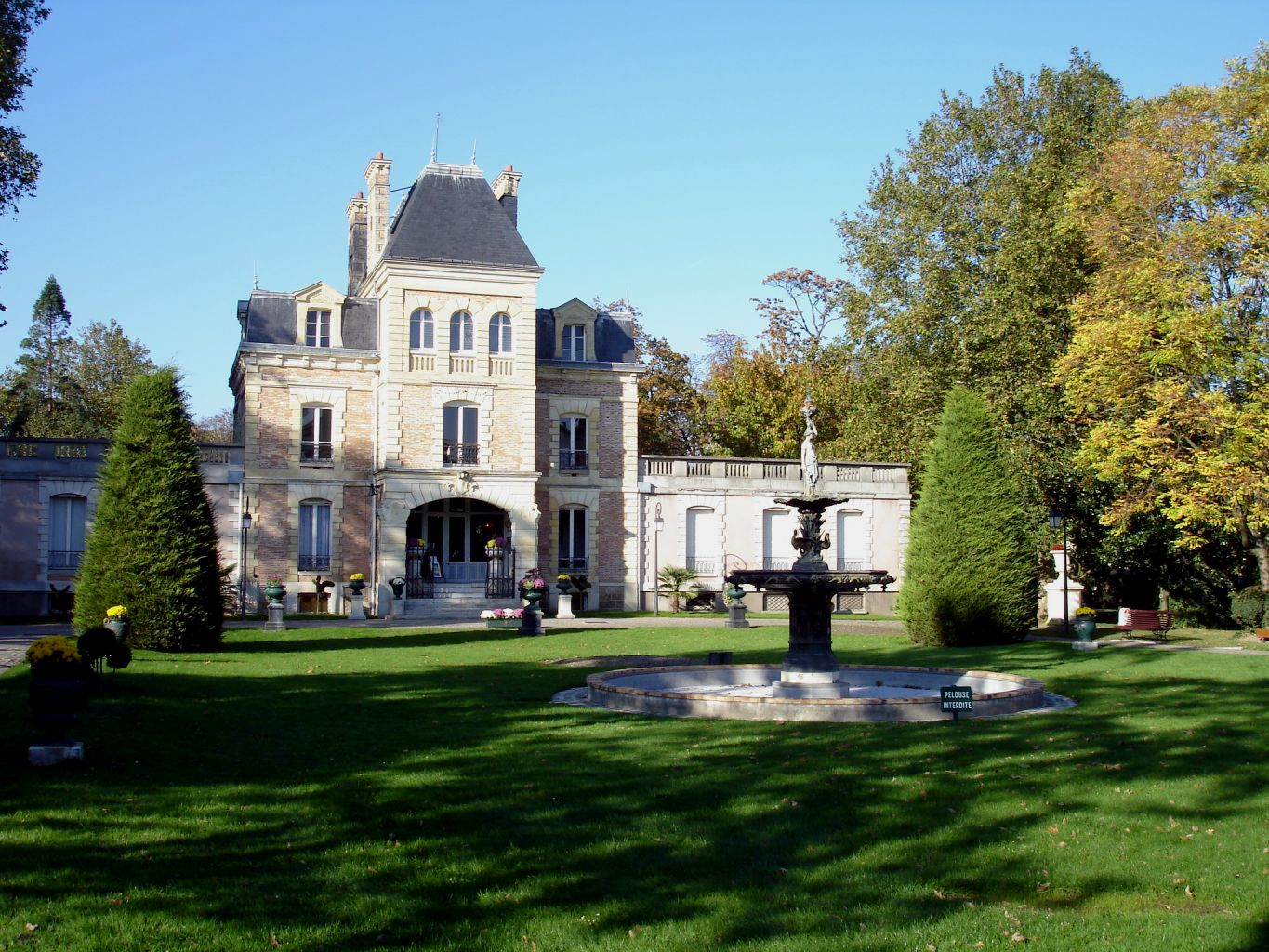
O castelo da floresta.

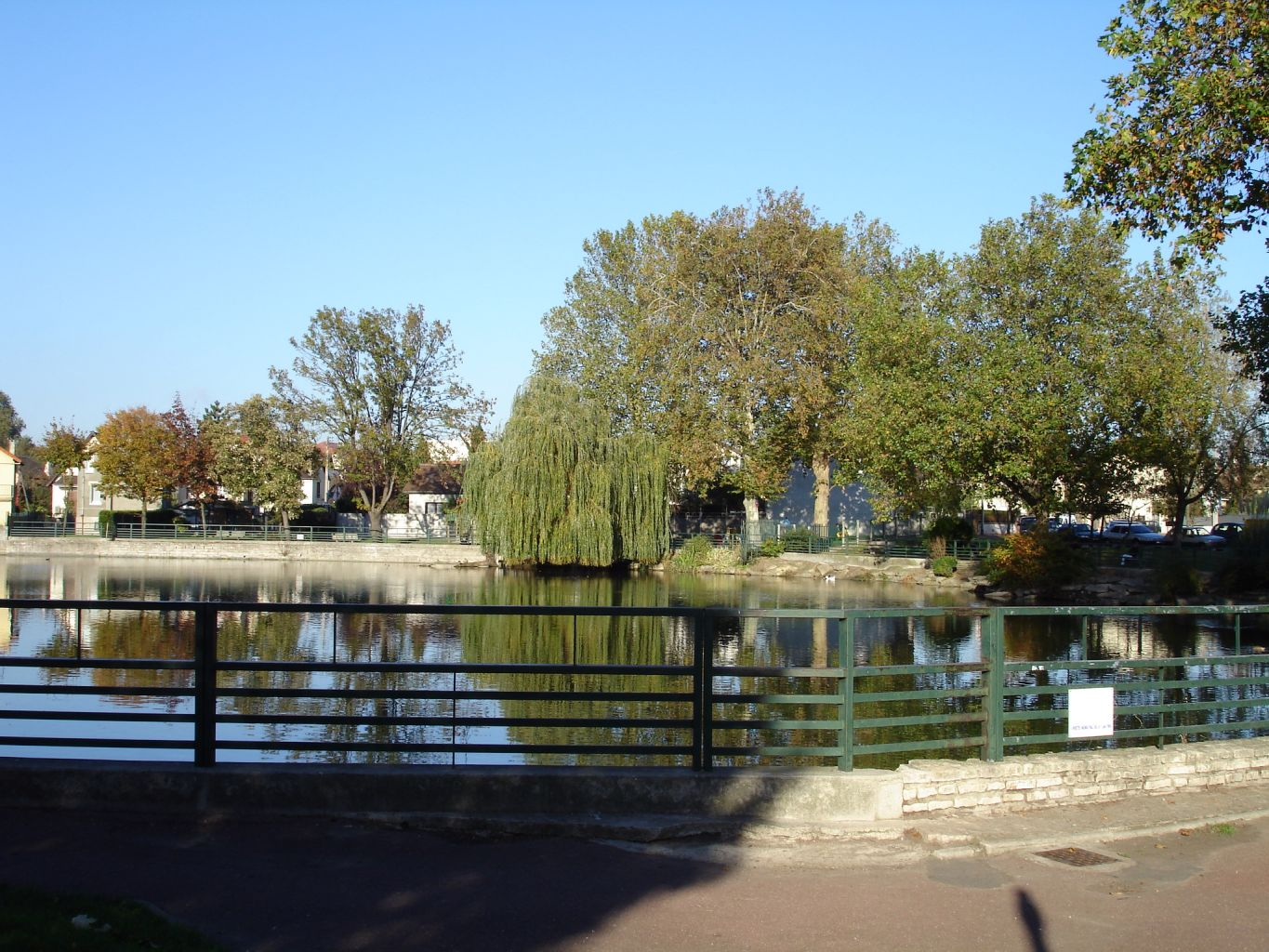
O lac de Sévigné.

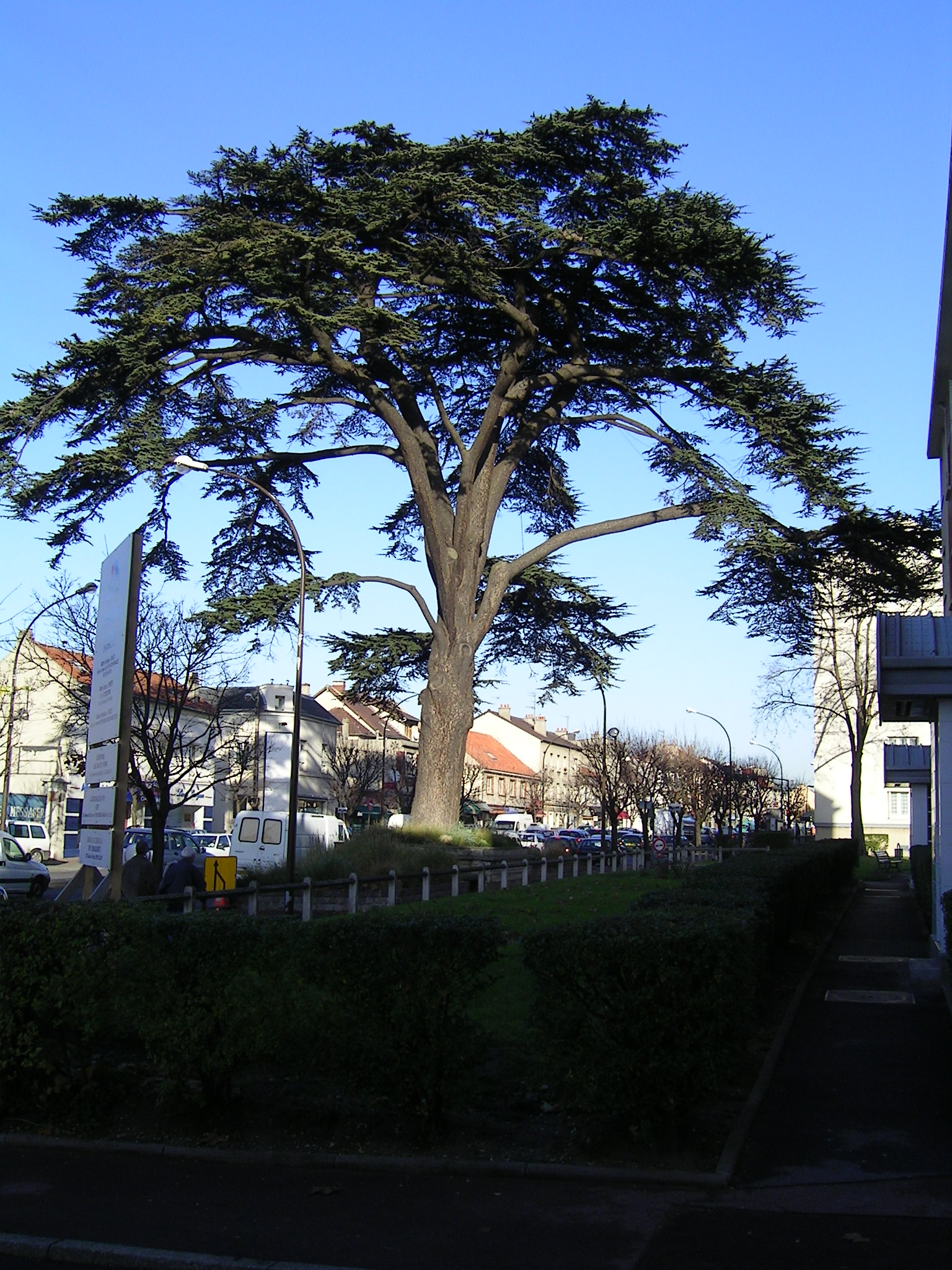
O cedro do Líbano.

A igreja de Notre-Dame foi construído em 1820, no local de uma estrutura anterior, datado de 1697. O campanário data de 1874.
O cedro do Líbano foi plantado em 1750, no paddock do Grand-Base, de propriedade no final do século XVIII de Hérault de Séchelles. Hoje, este cedro não é o componente de um parque, mas isolado em uma árvore no meio da cidade, e localizado ao longo da Route nationale 3.

### Parques e espaços verdes

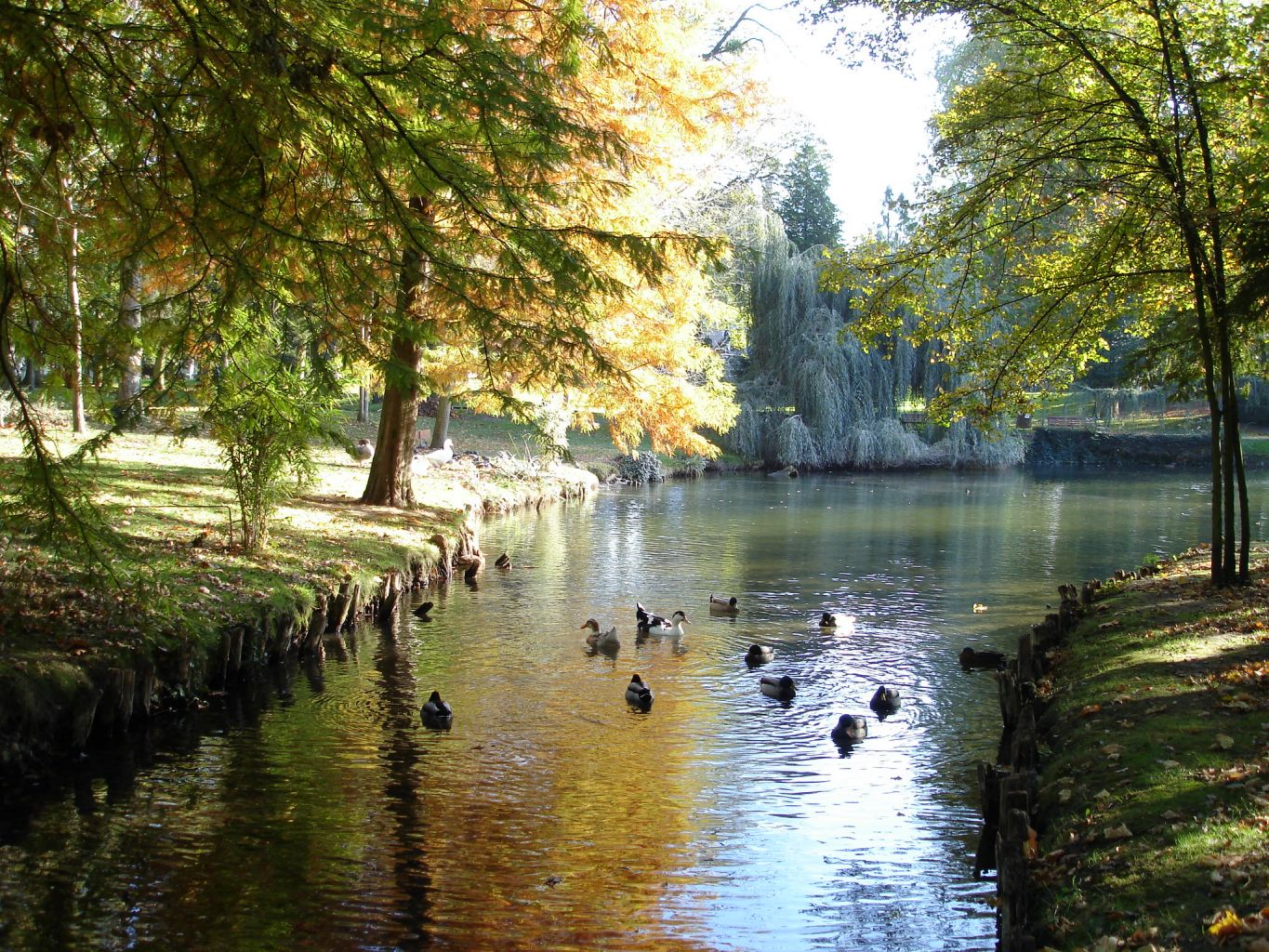
O parque de Lefèvre.

A comuna é uma cidade florida tendo continuamente sido premiada com quatro flores na competição nacional em sua categoria desde 1985.

### Personalidades ligadas à comuna
Em 1688, Louis Sanguin convidados Monsenhor o Delfim, Luís de França, filho de Luís XIV, ao castelo de Livry, onde permaneceu por algum tempo. Em 1717, Louis Sanguin, segundo no nome, acolheu o czar Pedro, o Grande, antes de atingir a Charleville e Spa, que estava esperando a czarina.
Outras personalidades de Livry : 
- O general Junot, general dos hussardos do Primeiro Império
- Louis Xavier Gargan
- Antonin Magne, famoso ciclista, campeão mundial em 1936
- Alain Calmat, patinador (em particular, medalha de prata nos Jogos Olímpicos de Inverno em Innsbruck, em 1964, campeão do mundo em 1965), médico, ex-ministro, deputado e prefeito da cidade